# Sōta Isogai
Sōta Isogai (japanisch 磯谷 奏汰; * 14. Februar 2001 in Nagano) ist ein japanischer Eishockeyspieler, der seit Juli 2025 bei den Red Eagles Hokkaidō aus der Asia League Ice Hockey unter Vertrag steht.

## Karriere
Sōta Isogai begann mit dem Eishockey beim Jugendteam Karuizawa Buffaloes. Bereits mit 15 Jahren zog es ihn nach Russland, wo er zwei Jahre im Nachwuchsbereich von Krylja Sowetow Moskau verbrachte. 2018 zog er weiter nach Österreich und spielte dort für den Okanagan HC Europe in der Erste Bank Juniors League und der Erste Bank Juniors League. 2019 wechselte er in die Vereinigten Staaten, wo er drei Jahre mit den North Iowa Bulls und den Mason City Toros in der dritten Stufe der North American Hockey League, die er mit den Bulls 2021 gewinnen konnte. 2022 kehrte er nach Japan zurück. Nach Stationen bei den East Hokkaidō Cranes und den Nikkō IceBucks steht er dort seit 2025 bei den Red Eagles Hokkaidō auf dem Eis.

### International
Für Japan spielte Isogai 2024 in beiden Qualifikationsrunden für die Olympischen Winterspiele 2026 in Mailand. Er stand außerdem bei den Weltmeisterschaften 2024 und 2025 in der Division I für das Team aus dem Land der aufgehenden Sonne auf dem Eis. Zudem nahm er für sein Heimatland an der Eishockey-Asienmeisterschaft der Herren 2024 im kasachischen Almaty und an den Winter-Asienspielen 2025 im chinesischen Harbin teil, als die Ostasiaten jeweils die Silbermedaille gewannen.

## Erfolge und Auszeichnungen
- 2021 Gewinn der dritten Stufe der North American Hockey League mit den North Iowa Bulls
- 2024 Silbermedaille bei den Asienmeisterschaft
- 2025 Silbermedaille bei den Winter-Asienspielen